# FC Viktoria Plzeň
Football Club Viktoria Plzeň (phát âm [ˈvɪktorja ˈpl̩zɛɲ]) là một câu lạc bộ bóng đá chuyên nghiệp của Séc có trụ sở tại Plzeň. Đội bóng hiện thi đấu tại Czech First League, hạng đấu bóng đá cao nhất của Séc.
Sau khi giành ngôi quán quân Cúp bóng đá Tiệp Khắc mùa, câu lạc bộ đã giành quyền dự Cup Winners' Cup ở mùa giải kế tiếp, khi mà đội vô địch Spartak Trnava cũng giành chức vô địch quốc gia và chơi tại Cúp C1. Năm 2010, đội bóng thi đấu tại UEFA Europa League sau khi vô địch Cúp bóng đá Séc 2009–10.
Câu lạc bộ đã giành chức vô địch quốc gia Séc lần đầu tiên vào năm 2011, và góp mặt tại vòng bảng của UEFA Champions League 2011–12, ở mùa bóng đá họ đã giành chiến thắng trận đầu tiên tại Champions League, kiếm được 5 điểm và giành vé dự vòng 32 đội tại UEFA Europa League 2011–12. Câu lạc bộ đã giành chức vô địch quốc gia Séc ở mùa 2012–13.
Mùa 2013–14, câu lạc bộ dự vòng bảng của UEFA Champions League và kết thúc ở vị trí số 3 trong bảng. Sau đó họ lọt vào vòng 16 đội tại UEFA Europa League trước khi bị đánh bại bởi Lyon.

## Lịch sử tên gọi
- 1911 – SK Viktoria Plzeň (Sportovní klub Viktoria Plzeň)
- 1949 – Sokol Škoda Plzeň
- 1952 – Sokol ZVIL Plzeň (Sokol Závody Vladimíra Iljiče Lenina Plzeň)
- 1953 – DSO Spartak LZ Plzeň (Dobrovolná sportovní organizace Spartak Leninovy závody Plzeň)
- 1962 – TJ Spartak LZ Plzeň (Tělovýchovná jednota Spartak Leninovy závody Plzeň)
- 1965 – TJ Škoda Plzeň (Tělovýchovná jednota Škoda Plzeň)
- 1993 – FC Viktoria Plzeň (Football Club Viktoria Plzeň, a.s.)

## Cầu thủ

### Đội hình hiện tại
Tính đến 17 tháng 1 năm 2021.
Ghi chú: Quốc kỳ chỉ đội tuyển quốc gia được xác định rõ trong điều lệ tư cách FIFA. Các cầu thủ có thể giữ hơn một quốc tịch ngoài FIFA.
| Số | VT | Quốc gia               | Cầu thủ             |
| -- | -- | ---------------------- | ------------------- |
| 2  | HV | Cộng hòa Séc           | Lukáš Hejda         |
| 5  | TV | Cộng hòa Dân chủ Congo | Joel Ngandu Kayamba |
| 7  | TV | Cộng hòa Séc           | Tomáš Hořava        |
| 8  | HV | Cộng hòa Séc           | David Limberský     |
| 9  | TĐ | Pháp                   | Jean-David Beauguel |
| 10 | TV | Cộng hòa Séc           | Jan Kopic           |
| 11 | HV | Cộng hòa Séc           | Matěj Hybš          |
| 13 | TĐ | Cộng hòa Séc           | Zdeněk Ondrášek     |
| 16 | TM | Cộng hòa Séc           | Aleš Hruška         |
| 17 | TV | Cộng hòa Séc           | Ondřej Mihálik      |
| 19 | TV | Cộng hòa Séc           | Jan Kovařík         |
| 20 | TV | Cộng hòa Séc           | Pavel Bucha         |
| 21 | TV | Cộng hòa Séc           | Šimon Falta         |

| Số | VT | Quốc gia     | Cầu thủ         |
| -- | -- | ------------ | --------------- |
| 22 | HV | Cộng hòa Séc | Jakub Brabec    |
| 23 | TV | Cộng hòa Séc | Lukáš Kalvach   |
| 24 | HV | Cộng hòa Séc | Milan Havel     |
| 25 | TV | Cộng hòa Séc | Aleš Čermák     |
| 26 | TĐ | Cộng hòa Séc | Lukáš Matějka   |
| 29 | TM | Cộng hòa Séc | Dominik Sváček  |
| 31 | TV | Cộng hòa Séc | Pavel Šulc      |
| 32 | HV | Cộng hòa Séc | Josef Koželuh   |
| 35 | HV | Cộng hòa Séc | Filip Kaša      |
| 36 | TM | Cộng hòa Séc | Jindřich Staněk |
| 37 | HV | Cộng hòa Séc | Václav Míka     |
| 50 | TV | Bờ Biển Ngà  | Adriel Ba Loua  |
| 66 | TV | Slovakia     | Miroslav Káčer  |

### Cho mượn
Ghi chú: Quốc kỳ chỉ đội tuyển quốc gia được xác định rõ trong điều lệ tư cách FIFA. Các cầu thủ có thể giữ hơn một quốc tịch ngoài FIFA.
| Số | VT | Quốc gia     | Cầu thủ                            |
| -- | -- | ------------ | ---------------------------------- |
| —  | TĐ | Cộng hòa Séc | Tomáš Chorý (tại Zulte Waregem)    |
| —  | HV | Cộng hòa Séc | Adam Hloušek (tại Kaiserslautern)  |
| —  | TV | Cộng hòa Séc | Dominik Janošek (tại Fastav Zlín)  |
| —  | HV | Cộng hòa Séc | Radim Řezník (tại Mladá Boleslav)  |
| —  | TV | Croatia      | Marko Alvir (tại České Budějovice) |
| —  | TV | Nigeria      | Ubong Ekpai (tại České Budějovice) |
| —  | HV | Cộng hòa Séc | Luděk Pernica (tại Zbrojovka Brno) |

| Số | VT | Quốc gia     | Cầu thủ                             |
| -- | -- | ------------ | ----------------------------------- |
| —  | HV | Cộng hòa Séc | Šimon Gabriel (tại FK Teplice)      |
| —  | TV | Cộng hòa Séc | Michal Hlavatý (tại FK Pardubice)   |
| —  | HV | Cộng hòa Séc | Filip Čihák (tại FK Pardubice)      |
| —  | TV | Cộng hòa Séc | Lukáš Pfeifer (tại FK Pardubice)    |
| —  | TV | Cộng hòa Séc | Václav Svoboda (tại 1. FK Příbram)  |
| —  | TV | Cộng hòa Séc | Dušan Pinc (tại Táborsko)           |
| —  | TV | Cộng hòa Séc | Jakub Selnar (tại Vysočina Jihlava) |

## Kỷ lục của cầu thủ tại giải vô địch quốc gia Séc
Tính đến 30 tháng 1 năm 2021.
In đậm tên cầu thủ trong đội hình chính.
| #  | Tên                | Số trận |
| -- | ------------------ | ------- |
| 1  | David Limberský    | 383     |
| 2  | Milan Petržela     | 267     |
| 3  | Daniel Kolář       | 229     |
| 4  | Tomáš Hořava       | 192     |
| 4  | Jan Kovařík        | 192     |
| 6  | Václav Procházka   | 188     |
| 7  | Radim Řezník       | 187     |
| 8  | Marek Bakoš        | 177     |
| 9  | Matúš Kozáčik      | 171     |
| 10 | Pavel Horváth      | 170     |
| 10 | František Rajtoral | 170     |

| # | Tên              | Số bàn thắng |
| - | ---------------- | ------------ |
| 1 | Daniel Kolář     | 66           |
| 2 | Marek Bakoš      | 54           |
| 3 | Michael Krmenčík | 45           |
| 4 | Milan Petržela   | 38           |
| 5 | Pavel Horváth    | 35           |
| 6 | Michal Ďuriš     | 34           |
| 7 | Tomáš Hořava     | 31           |
| 8 | Jan Kopic        | 25           |
| 9 | Tomáš Heřman     | 23           |
| 9 | Jan Kovařík      | 23           |

### Giữ sạch lưới nhiều nhất
| # | Tên           | Số trận giữ sạch lưới |
| - | ------------- | --------------------- |
| 1 | Matúš Kozáčik | 82                    |
| 2 | Aleš Hruška   | 32                    |
| 3 | Michal Čaloun | 31                    |

## Huấn luyện viên
| - Rudolf Krčil (1963) - Vlastimil Chobot (1967–68) - Karel Kolský (1969–70) - Jiří Rubáš (1970–75) - Tomáš Pospíchal (1975–77) - Jaroslav Dočkal (1977–78) - Svatopluk Pluskal (1978–79) - Josef Žaloudek (1979–??) - Václav Rys - Zdeněk Michálek (1993–95) - Jaroslav Hřebík (1995–96) | - Antonín Dvořák (1996–97) - Petr Uličný (1997–99) - Milan Šíp (1999) - Luboš Urban (1999–2000) - Miroslav Koubek (tháng 10 năm 2000 – 01) - Petr Rada (tháng 12 năm 2001 – tháng 10 năm 2002) - Zdeněk Michálek (tháng 10 năm 2002 – tháng 5 năm 2003) - František Cipro (tháng 5 năm 2003 – tháng 5 năm 2004) - Martin Pulpit (tháng 5 năm 2004 – tháng 5 năm 2005) - Zdeněk Michálek (tháng 5 năm 2005 – tháng 4 năm 2006) - František Straka (tháng 4 năm 2006 – tháng 5 năm 2006) | - Michal Bílek (tháng 7 năm 2006 – tháng 9 năm 2006) - Stanislav Levý (tháng 10 năm 2006 – tháng 4 năm 2008) - Karel Krejčí (tháng 4 năm 2008 – tháng 5 năm 2008) - Jaroslav Šilhavý (tháng 7 năm 2008 – tháng 10 năm 2008) - Pavel Vrba (tháng 10 năm 2008 – tháng 12 năm 2013) - Dušan Uhrin Jr. (tháng 12 năm 2013 – tháng 8 năm 2014) - Miroslav Koubek (tháng 8 năm 2014 – tháng 8 năm 2015) - Karel Krejčí (tháng 8 năm 2015 – tháng 5 năm 2016) - Roman Pivarník (tháng 5 năm 2016 – tháng 4 năm 2017) - Zdeněk Bečka (tháng 4 năm 2017 – tháng 6 năm 2017) - Pavel Vrba (tháng 6 năm 2017 – tháng 12 năm 2019) - Adrián Guľa (tháng 12 năm 2019 – tháng 5 năm 2021) - Michal Bílek (tháng 5 năm 2021 – nay) |

## Danh hiệu

### Quốc nội
Giải bóng đá vô địch quốc gia Séc:
- Vô địch (5): 2010–11, 2012–13, 2014–15, 2015–16, 2017–18
- Á quân: 2013–14, 2016–17, 2018–19, 2019–20

Cúp bóng đá Séc:
- Vô địch (1): 2009–10
- Á quân: 2013–14

Siêu cúp Séc:
- Vô địch (2): 2011, 2015
- Á quân: 2010, 2013, 2014

Czech 2. Liga:
- Vô địch (1): 2002–03

## Kỷ lục của câu lạc bộ

### Kỷ lục tại giải vô địch quốc gia Séc
- Vị trí cao nhất: hạng 1 (2010–11, 2012–13, 2014–15, 2015–16, 2017–18)
- Vị trí thấp nhất: hạng 16 (2000–01, 2003–04)
- Chiến thắng sân nhà đậm nhất: Plzeň 7–0 Ústí nad Labem (2010–11)
- Chiến thắng sân khách đậm nhất: Ústí nad Labem 0–5 Plzeň (2010–11)
- Thất bại sân nhà đâm nhất: Plzeň 1–5 Drnovice (1997–98), Plzeň 0–4 Příbram (2003–04), Plzeň 0–4 Slavia Prague (2006–07), Plzeň 0–4 Ostrava (2007–08), Plzeň 0–4 Olomouc (2011–12)
- Thất bại sân khách đậm nhất: Ostrava 6–0 Plzeň (2005–06)